# Academy of Military Science
L'Academy of Military Science (AMS) è un programma di formazione per ufficiali della United States Air Force, della durata di 8 settimane (6 fino a marzo 2014). L'AMS si svolge presso Maxwell Air Force Base a Montgomery (Alabama), con lo scopo di addestrare e portare alla nomina solo gli ufficiali dell'Air National Guard. L'AMS in origine si trovava presso la McGhee Tyson Air National Guard Base, nelle vicinanze di Knoxville. Fu trasferita a Maxwell nel 2009. Il trasferimento iniziò con una domanda del 2006 da parte del Chief of Staff of the Air Force circa il potenziale di un'"esperienza comune condivisa" in un singolo luogo tra allievi ufficiali del servizio attivo, della Guard e della Reserve.
Sebbene il curriculum dell'AMS sia molto simile a quello dell'Air Force Officer Training School (OTS), l'AMS differisce dall'OTS per il fatto di durare sei settimane soltanto. Il motivo principale per cui la durata del corso è abbreviata (dalle tradizionali nove settimane dell'OTS) è che, mediamente, l'85% dei membri dell'Air National Guard (contro un 40% degli allievi OTS) ha già fatto esperienza di vita militare quando arriva all'AMS. Un'altra differenza tra le due scuole, è il fatto che il programma AMS non è strutturato secondo il modello classi superiori/classi inferiori adottato dall'OTS.
L'AMS è gestita dall'Air National Guard Detachment 12 (Det. 12) ai fini amministrativi, ma le attività quotidiane dell'AMS sono soggette al controllo operativo dell'OTS. Il Det. 12 è un'organizzazione "total force" (con personale proveniente da tutt'e tre le componenti dell'Air Force) con 25 risorse dentro il sistema dell'academy, più una risorsa assegnata all'Holm Center dell'Air University ed un'altra assegnata come vicecomandante del Det. 12. L'AMS è una total force organization dal 1994. Il personale dell'Air National Guard in servizio presso la struttura di comando arriva all'OTS con un'assegnazione "Title 10" (federale) che li esclude da eventuali richieste di lasciare Maxwell AFB per servizio in favore di un singolo Stato federato USA.
Il memorandum di accordo tra il comandante dell'Holm Center il comandante dell'Air National Guard Readiness Center fu perfezionato il 26 maggio 2009. Nel documento è specificato come l'AMS avrebbe operato presso Maxwell. Il primo corso AMS fu pianificato con inizio in ottobre 2009. Ogni corso comprende circa 125 studenti.